# Teroristický útok v Lakki Marwat 2022
Dne 16. listopadu 2022 proběhl teroristický útok, během kterého bylo zabito 6 policistů. Na vozidlo začali střílet dva muži z motocyklu. K odpovědnosti za útok se přihlásila organizace Džundalláh.  Útočníkům se povedlo místo opustit a nebyli dopadeni. Teroristický útok odsoudila turecká ambasáda v Pákistánu. 

## Oběti
Celkem bylo 6 obětí z řad policistů, a to: 
- Incharge Alam Deen
- Dil Jan
- Ahmed Nawaz
- Zubair
- Sepoy Ali Usman
- Mehmood Khan